# Hippodrome d'Hyères
L'hippodrome d'Hyères surnommé hippodrome de la plage est un champ de courses hippiques situé à Hyères, dans le département du Var, en France.

## Histoire
La gestion de l’Hippodrome de la Plage, est déléguée à l’association « Société hippique du Var » depuis le 4 mars 1931.

## Caractéristiques techniques
Installé sur un terrain de 20 hectares, l'hippodrome compte 2 pistes de plats : la première de 1 500 mètres, dont 450 de ligne droite, large de 17 mètres ; la seconde longue de 1 200, largue de 20 mètres.

## Autres activités de l'hippodrome
Le 13 décembre 2015, l'hippodrome accueille pour la première fois les Championnats d'Europe de cross-country.

## Président de la société hippique du Var
- de ? à ? : Marcel Jonio
- Depuis 2012: Yvan Jonio